# Mercedes Cup 2015
La Mercedes Cup 2015 è un torneo maschile di tennis giocato sull'erba. È la 38ª edizione della Mercedes Cup, che fa parte della categoria ATP World Tour 250 series nell'ambito dell'ATP World Tour 2015. Il torneo si gioca a Stoccarda, dall'8 al 14 giugno 2015, da questa edizione la superficie utilizzata è cambiata dalla terra rossa all'erba.

## Partecipanti

### Teste di serie
| Nazionalità | Giocatrice            | Ranking* | Testa di serie |
| ----------- | --------------------- | -------- | -------------- |
| Spagna      | Rafael Nadal          | 7        | 1              |
| Croazia     | Marin Čilić           | 10       | 2              |
| Spagna      | Feliciano López       | 12       | 3              |
| Francia     | Gaël Monfils          | 14       | 4              |
| Australia   | Bernard Tomić         | 26       | 5              |
| Germania    | Philipp Kohlschreiber | 28       | 6              |
| Austria     | Dominic Thiem         | 31       | 7              |
| Serbia      | Viktor Troicki        | 33       | 8              |

* Le teste di serie sono basate sul ranking al 25 giugno 2015

### Altri partecipanti
I seguenti giocatori hanno ricevuto una wild card per il tabellone principale:
- Tommy Haas
- Maximilian Marterer
- Alexander Zverev

I seguenti giocatori sono passati dalle qualificazioni:

- Dustin Brown
- Peter Gojowczyk
- Mate Pavić
- Miša Zverev

I seguenti giocatori sono entrati in tabellone come lucky loser:
- Matthias Bachinger

## Campioni

### Singolare
Rafael Nadal ha sconfitto in finale  Viktor Troicki per 7–6(3), 6–3.
- È il sessantaseiesimo titolo in carriera per Nadal, il secondo del 2015.

### Doppio
Rohan Bopanna /  Florin Mergea hanno sconfitto in finale  Alexander Peya /  Bruno Soares per 5–7, 6–2, [10–7].